# 怀氏兔头鲀
怀氏兔头鲀（学名：Lagocephalus wheeleri）为輻鰭魚綱魨形目四齒魨亞目四齒鲀科兔头鲀属的鱼类，為溫帶海水魚，分布於西北太平洋的日本及臺灣海域，本魚身體覆蓋著刺，尾鰭邊緣微凹，身體背部土黃色或綠褐色;腹面銀色，胸鰭與背鰭黃色或白色、臀鰭白色、尾鰭黃色，背鰭軟條13-14枚;臀鰭軟條12-14枚，體長可達30公分，棲息在底層水域，生活習性不明。该物种的模式产地在日本Sagami。